# Mistrzostwa Świata Juniorów w Hokeju na Lodzie 2022
Mistrzostwa Świata Juniorów w Hokeju na Lodzie 2022 organizowane przez IIHF były 46. mistrzostwami świata juniorów w hokeju na lodzie. Mistrzostwa rozgrywane były w sześciu kategoriach. Zawody były jednocześnie kwalifikacją do następnego turnieju.

## Elita
| Msc. | Reprezentacja     |
| ---- | ----------------- |
|      | Kanada            |
|      | Finlandia         |
|      | Szwecja           |
| 4    | Czechy            |
| 5    | Stany Zjednoczone |
| 6    | Niemcy            |
| 7    | Łotwa             |
| 8    | Szwajcaria        |
| 9    | Słowacja          |
| 10   | Austria           |

Turniej miał zostać rozegrany w dniach od 26 grudnia 2021 do 5 stycznia 2022 w Edmonton i Red Deer w Kanadzie. W trakcie trwania turnieju 29 grudnia 2021 ogłoszono jego przerwanie i odwołanie wskutek pandemii COVID-19 i rozprzestrzeniającego się wariantu szczepu Omikron.
Turniej ostatecznie odbył się w dniach 9–20 sierpnia 2022 roku w Edmonton.
Do rywalizacji przystąpiło 10 najlepszych drużyn świata. System rozgrywania meczów jest inny niż w niższych dywizjach. Najpierw drużyny rozgrywają mecze w fazie grupowej (2 grupy po 5 zespołów), systemem każdy z każdym. Do fazy pucharowej, czyli ćwierćfinałów awansuje po 4 drużyny z obu grup.

## Dywizja I
Grupa A
| Msc. | Reprezentacja |
| ---- | ------------- |
| 1    | Białoruś      |
| 2    | Łotwa         |
| 3    | Norwegia      |
| 4    | Kazachstan    |
| 5    | Dania         |
| 6    | Węgry         |

Grupa B
| Msc. | Reprezentacja |
| ---- | ------------- |
| 1    | Francja       |
| 2    | Słowenia      |
| 3    | Japonia       |
| 4    | Ukraina       |
| 5    | Estonia       |
| 6    | Polska        |

Grupa A Dywizji I jest drugą klasą mistrzowską. Druga w rankingu drużyna awansowała do Elity, bo Białoruś została zawieszona we wszystkich turniejach IIHF. Grupa B Dywizji I stanowi trzecią klasę mistrzowską, z której najlepsze dwie drużyny uzyskały awans do Grupy A Dywizji I.
Turnieje Dywizji I zostały rozegrane:

Grupa A – od 12 do 18 grudnia 2021 roku w Hørsholm, w Danii

Grupa B – od 12 do 18 grudnia 2021 roku w Tallinnie, stolicy Estonii

## Dywizja II
Grupa A
| Msc. | Reprezentacja    |
| ---- | ---------------- |
| 1    | Włochy           |
| 2    | Korea Południowa |
| 3    | Wielka Brytania  |
| 4    | Hiszpania        |
| 5    | Litwa            |
| 6    | Rumunia          |

Grupa B
| Msc. | Reprezentacja |
| ---- | ------------- |
| 1    | Chorwacja     |
| 2    | Holandia      |
| 3    | Serbia        |
| 4    | Belgia        |
| 5    | Islandia      |
| 6    | Chiny         |

Grupa A Dywizji II jest czwartą klasą mistrzowską, z której najlepsze dwie drużyny uzyskały awans do Grupy B Dywizji I. Grupa B Dywizji II stanowi piątą klasę mistrzowską. Jej zwycięzca i drugi zespół zapewnili sobie awans do Grupy A Dywizji II; Chiny wycofały się z turnieju.
Turnieje Dywizji II zostały rozegrane:

Grupa A – od 13 do 19 grudnia 2021 roku w Braszowie, w Rumunii

Grupa B – od 10 do 15 stycznia 2022 roku w Belgradzie, stolicy Serbii

## Dywizja III
| Msc. | Reprezentacja        |
| ---- | -------------------- |
| 1    | Chińskie Tajpej      |
| 2    | Meksyk               |
| 3    | Australia            |
| 4    | Izrael               |
| 5    | Turcja               |
| 6    | Bośnia i Hercegowina |
| 7    | Kirgistan            |
| 8    | Południowa Afryka    |

Dywizja III jest szóstą klasą mistrzowską. Najlepsze dwie drużyny zapewniły sobie awans do Grupy B Dywizji II.
Mistrzostwa Świata Dywizji III odbyły się w dniach 8–15 stycznia 2022 roku w Santiago de Querétaro w Meksyku. 